# 雙帶鱂
雙帶鱂（学名：Cyprinodon bifasciatus）為輻鰭魚綱鯉齒目鯉齒亞目鯉齒鱂科的其中一種，其种加词“bifasciatus”意为“双带的”。分布於中美洲墨西哥Cuatro Ciénegas流域，體長可達6公分，棲息在中底層水域。